# Willy Corsari
Willy Corsari (pseudoniem van Wilhelmina Angela Douwes-Schmidt) (Sint-Pieters-Jette, Brussel, 26 december 1897 – Amstelveen, 11 mei 1998) was een Nederlandse cabaretière en schrijfster van romans, detectives, korte verhalen en toneelstukken. Ze was een van de productiefste en populairste Nederlandstalige auteurs van de twintigste eeuw. Haar (detective)romans bezorgden haar bijnamen als 'Nederlandse Vicki Baum' en 'Agatha Christie van Holland'.

## Biografie

### Jonge jaren
Willy Corsari werd geboren als Wilhelmina Angela Schmidt in het dorp Sint-Pieters-Jette, nabij Brussel. Haar vader, voormalig diamantbewerker Cornelis Nicolaas Schmidt, had zich toegelegd op een carrière als amateurzanger en beeldhouwer onder het pseudoniem 'Corsari'. Haar moeder, Elisabeth Christina Benit, was pianiste. De jonge Willy kreeg als gevolg van kinds af aan zang- en pianoles, en betoonde zich al snel muzikaal begaafd. Van 1902 tot 1906 verbleef het gezin in Den Haag, waarna zij naar Nederlands-Indië vertrokken. Toen haar vader na twee jaar ernstig ziek werd, keerden ze terug naar Europa. Van haar tiende tot haar twaalfde verbleef Corsari enige tijd in Berlijn.

### Cabarettijd

Willy Corsari in 1922, portretfoto door Jacob Merkelbach

Teruggekeerd van haar reizen, begon Corsari haar studie aan de Toneelschool van Amsterdam, waar zij les kreeg van o.a. Betty Holtrop-van Gelder en Jan Musch.  Tot grote spijt van haar vader bleek haar stem ongeschikt voor opera, maar toneeldocent Jan C. de Vos bracht Corsari in contact met zijn bovenbuurman, Jean-Louis Pisuisse. Corsari debuteerde bij diens cabaretgezelschap 'De Kattebel', waar zij artiesten als Fie Carelsen en Lola Cornero leerde kennen, en al snel naam maakte als zangeres van zelfgeschreven liedjes. Na de moord op Pisuisse en Jenny Gilliams trad Corsari bij verschillende gezelschappen op, o.a. in Duitsland bij het cabaret van Rudolf Nelson, en maakte een solotournee door Nederlands-Indië. Ook speelde zij in de vroege jaren '20 enige tijd samen met Louis Davids in operettes als Phi-Phi en Die Scheidingsreise. Zodra zij kon leven van haar werk als auteur, stopte Corsari met optreden. In 1932 vierde zij voor korte tijd nog een comeback. Haar toneelervaringen zou zij later optekenen in het boek Liedjes en herinneringen (1972).

### Schrijverschap

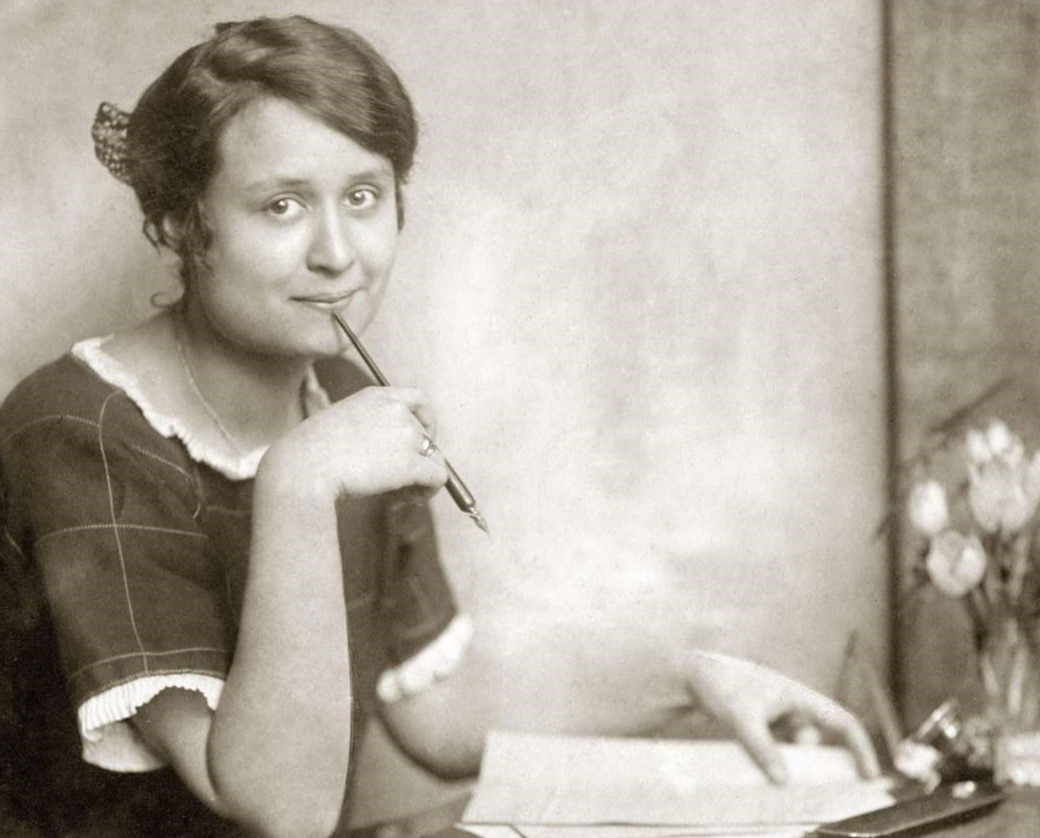
Willy Corsari in 1921

Corsari was al vroeg begonnen met schrijven; zij was nog maar tien jaar oud toen een eerste verhaal van haar gepubliceerd werd in het Het Volk. Toen zij negenentwintig was schreef zij haar eerste roman.
Bekendheid bij het grote publiek verwierf Corsari vooral met haar detectiveromans. Al kort na haar debuut schreef zij De moord op No. 17 (1929), De onbekende medespeler (1931) en, samen met Jan Campert, Klokslag twaalf (1933). In Het mysterie van de Mondscheinsonate (1934), de detectiveroman waarmee zij de prijs voor 'beste en boeiendste feuilleton' van de Haagsche Post binnensleepte, introduceerde ze de sympathieke inspecteur Lund. Deze zou het hoofdpersonage worden in de meeste van haar detectives, tot en met haar laatste, Spelen met de dood (1983). Mondscheinsonate was een groot succes en werd in 1935 verfilmd door Kurt Gerron, met Louis de Bree in de rol van Lund. Vooral wegens haar Lund-romans kreeg Corsari de bijnaam ‘Hollandse Agatha Christie’.
In de jaren dertig en veertig kon Corsari - als een van slechts weinig Nederlandse schrijvers - leven van haar pen. Haar populariteit bereikte een hoogtepunt in 1958, toen uitgeverij de Arbeiderspers de Willy Corsari Omnibus uitbracht. Met een verkoop van meer dan tweehonderdduizend in één jaar brak dit boek alle verkooprecords. De meeste herdrukken kregen De man zonder uniform (1933), Schip zonder haven (1938) en Die van ons (1945). Corsari vertaalde ook werk van anderen, zoals van Louis Bromfield en Albert Camus. Haar eigen werk werd vertaald in het Afrikaans, Deens, Duits, Engels, Frans, Fries, Hebreeuws, Hongaars, Noors, Spaans, Tsjechisch en Zweeds.
Begin jaren tachtig kwam er wegens ouderdomskwalen een einde aan haar loopbaan.

### Privéleven
Corsari trouwde op 1 mei 1919 met Antoni Ewoud Sichterman, met wie zij een zoon kreeg. Toen Sichterman na hun scheiding hertrouwde en dreigde hun kind mee naar Nederlands-Indië te nemen, trouwde Corsari met bevriend journalist Hendrik Willem Cornelis Douwens, om de voogdij niet te verliezen. Toen Douwens in 1931 overleed trouwde ze niet meer. Wel had ze verhoudingen met onder meer Jan Campert en Godfried Bomans. In 1952 trad ze toe tot de katholieke kerk.

## Thematiek

### Artiestenbestaan
Veel van Corsari's - vooral vooroorlogse - romans zijn gesitueerd in het cabaret-, film- en kunstenaarsmilieu; Nummers (1932) speelt zich af in de cabaretwereld van Berlijn en München, Jij en ik (1928) en Alleen maar Peter (1935) in de toneelwereld en De onbekende medespeler (1931) in een Berlijnse filmstudio. Ook in Het mysterie van de Mondscheinsonate (1934) speelt het artiestenleven een kleine maar belangrijke rol.

### Psychologie
Een analyse van de drijfveren van haar personages staat in Corsari's detectives, maar ook in haar literaire romans - bijvoorbeeld Gestalten in een spiegel (1930), De schorpioen (1948), Geliefde dwaas (1949) en Door een noodlottig ongeval (1963) - centraal. Door middel van associatieketens, angsten en complexen schetst zij de werking van het onderbewuste. Er zijn meer overeenkomsten tussen de twee genres: in haar romans zitten vaak een duidelijke spanningsopbouw en te onthullen geheimen, terwijl haar detectives deels algemenere, literaire thema's en motieven bevatten.
Zwartwitschema's van goed en slecht vermijdt Corsari in haar analyses. Zij legt het vertelperspectief bij wisselende personages, zodat de lezer hen op verschillende manieren belicht ziet. Personages die 'goed' willen leven slagen hier doorgaans niet in, terwijl egocentrische of gewetenloze personages iets sympathieks meekrijgen.

### Maatschappelijke thema's
Corsari's romans getuigen vaak van een negatieve visie op maatschappelijke normen en de mogelijkheid tot geluk, waarmee zij aansluit bij de desillusie die werd uitgedragen door schrijvende tijdgenoten als Anna Blaman en Willem Frederik Hermans. Ook in haar latere roman De bittere wijn (1966), die zich afspeelt ten tijde van de apartheid in Zuid-Afrika, speelt de onbereikbaarheid van geluk een rol.
In de nadagen van de eerste feministische golf wees Corsari het langzaam maar zeker groeiende conservatisme af. Zij hield vast aan haar kritiek op de conventionele seksuele moraal en het huwelijk, met romans als Nummers en Alleen maar Peter, waarin zelfstandige vrouwen optreden in een wereld van zaken, cabaret en film, en Terugkeer tot Thera (1934), een van haar meest expliciete pleidooien voor de behoeften van de vrouw. Als een van de enige Nederlandstalige auteurs in die tijd thematiseerde Corsari al tijdens het interbellum het thema van homoseksualiteit in meerdere romans.
Haar meest herdrukte roman De man zonder uniform (1933) draait om de euthanasieproblematiek, en was nadrukkelijk geïnspireerd op het ziekbed en de dood van haar tweede echtgenoot. Lund-detective Oude mensen hebben geheimen behandelt thema's als eenzaamheid en ouderdom. Ook schreef Corsari twee succesvolle romans over respectievelijk de Eerste en de Tweede Wereldoorlog, Schip zonder haven (1938) en Die van ons (1945).

## Stijl
De literatuurkritiek van voor de Tweede Wereldoorlog interpreteerde Corsari vrij serieus en prees haar werken vooral om de knappe compositie. In de jaren vijftig werd zij echter veelal afgedaan als 'verteller'. Lange tijd werd haar een theatrale, melodramatische stijl verweten. Hoewel deze karakterisering voor vroege romans als De zonden van Laurian Ostar (1931) verdedigbaar is, wordt in latere romans als Geliefde dwaas, Door een noodlottig ongeval, Oude mensen hebben geheimen (1968) en Isabelle (1971) veel soberder taalgebruik gehanteerd. Haar boeken werden vanaf de jaren zestig weer aanzienlijk beter ontvangen - Oude mensen hebben geheimen werd door enkele recensenten zelfs vergeleken met Louis Couperus' Van oude menschen, de dingen, die voorbij gaan... - maar toch staat Corsari in literatuurgeschiedenissen nog altijd als 'verteller' te boek.

### Romans
- Chimaera (1927)
- Gestalten in den spiegel (1930)
- De zonden van Laurian Ostar (1931)
- Nummers (1932)
- De man zonder uniform (1933)
- Terugkeer tot Thera (1934)
- Alleen maar Peter (1935)
- De weg naar Scutari (1936); later herdrukt als De jeugd van Florence Nightingale
- Schip zonder haven (1938)
- Die van ons (1945)
- De man die niet mocht terugkeren (1947)
- Schorpioen (1948)
- Geliefde Dwaas (1949)
- Deze ene voorstelling (1951)
- Illusies (1953)
- Charles en Charlotte (1956)
- Kinderen en minnaars (1961)
- Door een noodlottig ongeval (1963)
- De bittere wijn (1966)
- Liedjes en herinneringen (1972)
- Isabelle (1978)

### Detectives
- De misdaad zonder fouten (1927)
- De moord op no.17 (1929)
- De onbekende medespeler (1931)
- Klokslag Twaalf (1933); met Jan Campert
- Het Mysterie van de Mondscheinsonate (1934); Lund-serie, Winnaar Haagse Post Prijs, verfilmd in 1935
- Voetstappen op de trap (1937); Lund-serie
- Een expres stopte (1938); Lund-serie
- Dooden dansen niet (1939); Lund-serie
- De weddenschap van Inspecteur Lund (1941); Lund-serie
- Een gast in uw huis (1951)
- Binnen drie dagen (1953)
- Moorden en marionetten (1955); Lund-serie
- De man die er niet was (1959)
- Oude mensen hebben geheimen (1968); Lund-serie
- Spelen met de dood (1983); Lund-serie

### Verhalenbundels
- Post voor de Nimbus (1957)
- De demon in de spiegel (1960)

### Toneel
- Klokslag 10 (1924)
- Een reuze idee (1928)
- Het gegeven (1932); eenakter
- Het diner (1932); eenakter
- Levenskunst (1932); eenakter
- Het kind (1932); eenakter
- In den schemer (1932)
- Krontjong (1933)
- Het mysterie van de vrouw die terugkeerde (1937)
- De winnende kaart (1937); eenakter
- Spooksels (1938)

### Jeugd
- Bobbed en shingled (1927)
- Jij en ik (1928)
- Cirkuskind(1932)
- Wiek wint (1932)
- Wiek's wonderkind (1932)
- De Fabertjes filmen (1935)
- En in die sneeuwbal zit ik (1938)

## Onderscheidingen
- Ridder in de Orde van Oranje-Nassau, 28 april 1990

## Varia
- Tijdens de Tweede Wereldoorlog liet Corsari een Duitse deserteur onderduiken. Zij belandde daardoor in 1943 enige tijd in de gevangenis in Scheveningen.
- Corsari’s uitgever, R.I. Leopold, pleegde aan het begin van de Tweede Wereldoorlog zelfmoord. Hij werd opgevolgd door een Duitser, maar Corsari weigerde voor de bezetter te schrijven.